# Royal Football Club Farciennes
Maillots
Dernière mise à jour : 2 octobre 2016.
Le Royal Football Club Farciennes était un club de football belge localisé dans la commune de Farciennes à proximité de Charleroi. Fondé en 1947, le club porte le matricule 4776 et ses couleurs historiques étaient le mauve et le blanc. Il avait été fondé par des membres d'un ancien club de la localité, l'Union Farciennoise, disparu un an plus tôt. Lors de la saison 2015-2016, il évoluait en troisième provinciale, mais arrêta ses activités faute de moyens.
Il a disputé 17 saisons dans les divisions nationales au cours de son Histoire.
Après accord entre les bourgmestres de Châtelet et de Farciennes, le R. Châtelet SC (matricule 725) adapte son nom de R. Châtelet-Farciennes SC déménage dans les anciennes installations farciennoises, au stade des Marais, et incorpore de nombreux jeunes du désormais ex-matricule 4776. Le club renommé évolue, en 2016-2017, en Division 2 Amateur (Niveau 4).

## Histoire
Au début de l'année 1947, le Football Club Farciennes est créé pour prendre le relais de l'Union Farciennoise, qui avait cessé ses activités un an plus tôt. Le club s'affilie à l'Union Belge le 7 août 1947, et reçoit le matricule 4776. L'équipe débute au plus bas niveau provincial, et progresse au fil des années.
En 1964, le FC Farciennes accède pour la première fois de son Histoire à la Promotion, quatrième et dernier niveau national. Au terme de ses deux premières saisons, le club se sauve chaque fois de peu, terminant juste au-dessus des places de relégables. Après une bonne saison 1966-1967 conclue à la cinquième place, son meilleur classement historique, le club retrouve la lutte pour le maintien la saison suivante. Il ne peut éviter la relégation en 1969 et est relégué en première provinciale après cinq saisons en nationales.
Le club remonte en Promotion en 1975. Après une saison terminée en milieu de classement, il est de nouveau relégué et retourne en provinciales deux ans après les avoir quittées. Le FC Farciennes doit attendre 1989 pour retrouver les séries nationales et termine deux saisons de suite dans le ventre mou du classement. Il compte dans ses rangs l'ancien gardien des Diables Rouges Theo Custers, venu terminer sa carrière au club de 1988 à 1990. Le club est toutefois rétrogradé en première provinciale en 1991 après avoir été reconnu coupable de corruption.
Le club remonte directement l'année suivante, et retrouve sa place en milieu de classement. Lors de la saison 1994-1995, il remporte une des tranches du championnat et se qualifie ainsi pour le tour final pour la montée en Division 3, malgré sa dixième place finale. Il en est éliminé au deuxième tour et n'est donc pas promu au niveau supérieur. La saison suivante, le club égale sa meilleure performance en terminant cinquième, et vit encore une saison tranquille l'année qui suit. Reconnu « Société Royale » en 1997, le club change son appellation officielle en « Royal Football Club Farciennes » le 7 novembre 1997.
À partir de 1998, les résultats sont moins bons, forçant le club à disputer les barrages pour assurer son maintien. Il en sort vainqueur et conserve sa place en Promotion, tout comme la saison suivante. Malheureusement, le club ne parvient pas à remporter ces barrages pour la troisième fois en 2000 et est relégué en première provinciale. Depuis lors, il n'est plus jamais revenu en nationales, et évolue en « P3 » lors de la saison 2013-2014.
En proie a des difficultés financières grandissantes, le club se met en inactivités durant la saison 2014-2015. En mai 2015, un accord est trouvé avec le R. Châtelet SC (matricle 725) concernant une occupation des installations de Farciennes et de la relance des équipes de jeunes. L'entité prend l'appellation familière de R. SC Châtelet-Farciennes, mais celle-ci ne devient pas effective sous le matricule 725 que lors de la saison 2016-2017.
Le matricule 4476 est radié le 30 juin 2016.

### Ancien logo

Ancien logo du RFC Farciennes

## Résultats dans les divisions nationales
Statistiques mises à jour au 21 juin 2013

### Bilan
| Niv | Divisions     | Jouées | Titres | TM Up | TM Down |
| --- | ------------- | ------ | ------ | ----- | ------- |
| I   | 1re nationale | 0      | 0      |       |         |
| II  | 2e nationale  | 0      | 0      |       |         |
| III | 3e nationale  | 0      | 0      |       |         |
| IV  | 4e nationale  | 17     | 0      | 1     | 3       |
| V   | 5e nationale  | 0      | 0      |       |         |
|     |               |        |        |       |         |
|     | TOTAUX        | 17     | 0      | 1     | 3       |

- TM Up : test-match pour départager des égalités, ou toutes formes de Barrages ou de Tour final pour une montée éventuelle.
- TM Down : test-match pour départager des égalités, ou toutes formes de Barrages ou de Tour final pour le maintien.

### Classement saison par saison
| Ordre               | Saison  | Nom du club      | Niveau            | Classement final | Remarques              |
| ------------------- | ------- | ---------------- | ----------------- | ---------------- | ---------------------- |
| 1                   | 1964-65 | FC Farciennes    | Promotion série D | 13e/16           |                        |
| 2                   | 1965-66 | FC Farciennes    | Promotion série A | 13e/16           |                        |
| 3                   | 1966-67 | FC Farciennes    | Promotion série D | 5e/16            |                        |
| 4                   | 1967-68 | FC Farciennes    | Promotion série C | 12e/16           |                        |
| 5                   | 1968-69 | FC Farciennes    | Promotion série C | 15e/16           | Relégué!               |
| séries provinciales |         |                  |                   |                  |                        |
| 6                   | 1975-76 | FC Farciennes    | Promotion série D | 6e/16            |                        |
| 7                   | 1976-77 | FC Farciennes    | Promotion série D | 14e/16           | Relégué!               |
| séries provinciales |         |                  |                   |                  |                        |
| 8                   | 1989-90 | FC Farciennes    | Promotion série D | 5e/16            |                        |
| 9                   | 1990-91 | FC Farciennes    | Promotion série C | 11e/16           | Relégué!               |
| séries provinciales |         |                  |                   |                  |                        |
| 10                  | 1992-93 | FC Farciennes    | Promotion série D | 7e/16            |                        |
| 11                  | 1993-94 | FC Farciennes    | Promotion série D | 7e/16            |                        |
| 12                  | 1994-95 | FC Farciennes    | Promotion série D | 10e/16           | Tour final             |
| 13                  | 1995-96 | FC Farciennes    | Promotion série D | 5e/16            |                        |
| 14                  | 1996-97 | FC Farciennes    | Promotion série D | 9e/16            |                        |
| 15                  | 1997-98 | R. FC Farciennes | Promotion série D | 13e/16           | Barrages               |
| 16                  | 1998-99 | R. FC Farciennes | Promotion série D | 13e/16           | Barrages               |
| 17                  | 1999-00 | R. FC Farciennes | Promotion série D | 13e/16           | Relégué après barrages |
| séries provinciales |         |                  |                   |                  |                        |

## Anciens joueurs connus
- Theo Custers, ancien gardien des Diables Rouges (10 sélections), il termine sa carrière à Farciennes entre 1988 et 1990, participant à la remontée du club en Promotion.